# Chongichthys
Chongichthys dentatus
Genre
Espèce
Chongichthys est un genre fossile de poissons à nageoires rayonnées de la famille également fossile des Chongichthyidae, dont il est le genre type, qui ont vécu lors de l’Oxfordien du Jurassique supérieur. Une seule espèce est connue, Chongichthys dentatus (Arratia, 1982).

## Classification
Le genre Chongichthys et l'espèce Chongichthys dentatus sont créés et décrits en 1982 par la paléontologue et ichtyologiste María Gloria Eliana Arratia Fuentes (d),,. 

## Répartition
Des restes fossiles de Chongichthys ont été mis au jour au Chili.

## Publication originale
- [1982] (en) Gloria Arratia (d), « Chongichthys dentatus, new genus and species, from the Late Jurassic of Chile (Pisces: Teleostei: Chongichthyidae, new family) », Journal of Vertebrate Paleontology, vol. 2, no 2,‎ 1982, p. 133-149. .